# Zirándaro
Zirándaro är en ort i Mexiko.   Den ligger i kommunen Zirándaro och delstaten Guerrero, i den södra delen av landet, 220 km sydväst om huvudstaden Mexico City. Zirándaro ligger 212 meter över havet och antalet invånare är 3 663.
Terrängen runt Zirándaro är kuperad åt sydost, men åt nordväst är den platt. Runt Zirándaro är det ganska glesbefolkat, med 23 invånare per kvadratkilometer. Närmaste större samhälle är Huetamo de Núñez, 18,9 km nordost om Zirándaro. Trakten runt Zirándaro består till största delen av jordbruksmark.